# NGC 3291
NGC 3291 is een ster in het sterrenbeeld Kleine Leeuw. Het hemelobject werd op 5 april 1885 ontdekt door de Franse astronoom Guillaume Bigourdan.